# Humphrey Marshall (Politiker, 1812)

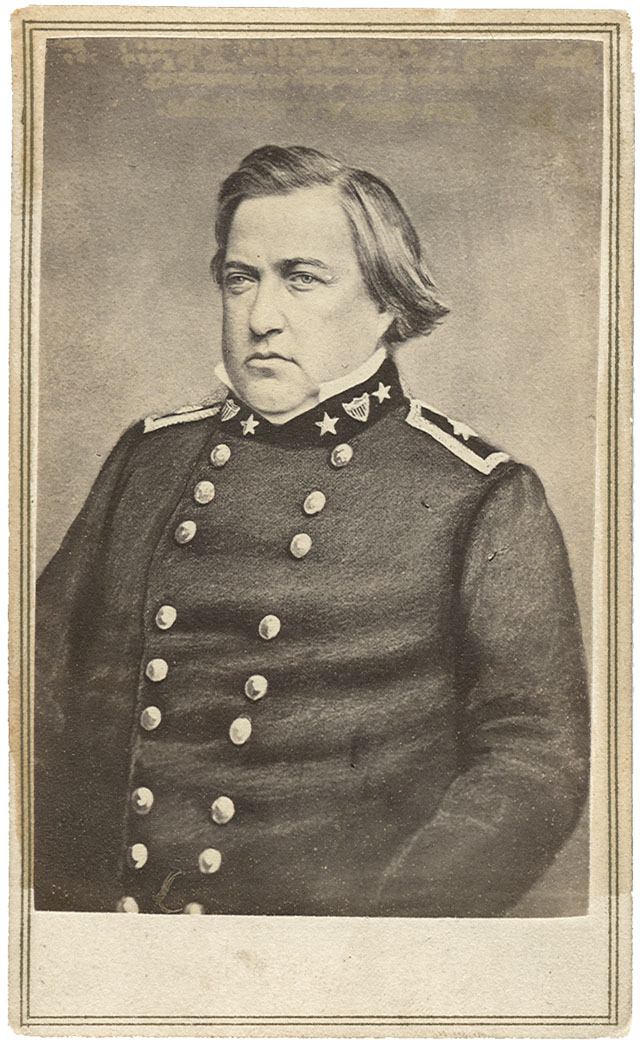
Humphrey Marshall

Humphrey Marshall (* 13. Januar 1812 in Frankfort, Kentucky; † 28. März 1872 in Louisville, Kentucky) war ein US-amerikanischer Offizier und Politiker. Zwischen 1849 und 1852 sowie nochmals von 1855 bis 1859 vertrat er den Bundesstaat Kentucky im US-Repräsentantenhaus.

## Werdegang
Humphrey Marshall war ein Enkel des gleichnamigen US-Senators Humphrey Marshall (1760–1841). Nach einer guten Grundschulausbildung absolvierte er im Jahr 1832 die US-Militärakademie in West Point. Nach einem anschließenden Jurastudium und seiner 1833 erfolgten Zulassung als Rechtsanwalt begann er zunächst in Frankfort und dann ab 1834 in Louisville in diesem Beruf zu praktizieren. Außerdem wurde er Mitglied in der Staatsmiliz von Kentucky. Während des Mexikanisch-Amerikanischen Krieges war er Oberst einer aus Freiwilligen bestehenden Einheit. Nach dem Krieg betrieb er im Henry County Landwirtschaft.
Politisch wurde Marshall Mitglied der Whig Party. Bei den Kongresswahlen des Jahres 1848 wurde er im siebten Wahlbezirk von Kentucky in das US-Repräsentantenhaus in Washington, D.C. gewählt, wo er am 4. März 1849 die Nachfolge von Garnett Duncan antrat. Nach einer Wiederwahl im Jahr 1850 konnte er am 4. März 1851 eine zweite Legislaturperiode im Kongress antreten. Nachdem er als Nachfolger von John Wesley Davis zum amerikanischen Gesandten im Kaiserreich China ernannt worden war, legte er sein Abgeordnetenmandat am 4. August 1852 nieder. Bis 1854 übte Marshall sein diplomatisches Amt in China aus. Nach seiner Rückkehr in die Vereinigten Staaten wurde er nach der Auflösung der Whigs Mitglied der kurzlebigen American Party.
Bei den Wahlen des Jahres 1854 wurde er wiederum im siebten Distrikt von Kentucky in den Kongress gewählt. Dort löste er am 4. März 1855 William Preston ab. Nach einer Wiederwahl im Jahr 1856 konnte er bis zum 3. März 1859 zwei weitere Legislaturperioden im US-Repräsentantenhaus absolvieren. Diese waren von den Diskussionen und Ereignissen im Vorfeld des Bürgerkrieges geprägt. Im Jahr 1858 lehnte er eine erneute Nominierung für den Kongress ab.
Bei den Präsidentschaftswahlen des Jahres 1860 unterstützte Marshall die Kandidatur von John C. Breckinridge. Zu Beginn des Bürgerkrieges trat er für die Neutralität Kentuckys ein. Als Truppen der Union in seinem Staat einmarschierten, schloss sich Marshall dem Heer der Konföderation an, in dem er bis zum Brigadegeneral aufstieg. Zwei seiner Cousins, William Birney und David B. Birney, waren gleichzeitig Generäle im gegnerischen Heer der Union. Mit einer Unterbrechung blieb er bis 1863 in der Armee. Danach zog er nach Richmond in Virginia, wo er als Rechtsanwalt praktizierte. Im Herbst 1863 wurde er in den Konföderiertenkongress gewählt.
Nach dem Ende des Krieges zog Humphrey Marshall nach New Orleans in Louisiana. Später kehrte er nach Louisville zurück, wo er bis zu seinem Tod im Jahr 1872 als Anwalt arbeitete. Er wurde in seinem Geburtsort Frankfort beigesetzt.